# Koelbjergmanden
Koelbjergmanden  er det ældste mosefund opdaget i Danmark. 
Koelbjergmanden er Nordens ældste fund af et menneske (Homo s. sapiens), med kulstof-14 dateret til ca. 8300 f.Kr. svarende til tidlig Maglemosekultur. Han blev fundet ved den lille sø i Grøftebjergmosen ved Koelbjerg ved Vissenbjerg på Fyn.

## Kønsbestemmelse
Koelbjergmanden har tidligere været kendt som Koelbjergkvinden, men der har været tvivl om kønnet, siden det velbevarede skelet blev fundet i en tørvemose i 1941. Dengang tog man udgangspunkt i knoglerne, men forskerne har fra tid til anden debatteret, om der virkelig kunne være tale om en kvinde. En DNA-analyse udført ved Center for Geogenetik på Statens Naturhistoriske Museum 2016 viste Y-kromosomer, så skelettet er fra en mand. En strontium-isotop-analyse fra 2016 viste, at han højst sandsynlig var lokal og vokset op i det område, hvor han blev fundet. Andre analyser af knoglerne har afsløret, at hans kost primært var baseret på planter og dyr fra landjorden, mens føde fra havet har været underordnet eller helt fraværende. Han blev omkring 25 år gammel og henved 155 cm høj.
Skelettet blev ikke fagmæssigt udgravet, så det vides ikke med sikkerhed, om han druknede i det, der dengang var en lille sø, var offer for en forbrydelse, blev ofret til guderne eller om han fik en „vandbegravelse“. Der er ikke meget, der taler for, at det er en begravelse. 
På Koelbjergmandens tid var landskabet åbent skovland med gode muligheder for jagt. Klimaet var næsten som i nutiden. I et stort moseområde vest for Vissenbjerg er der fundet talrige bopladser fra Maglemosekulturen, og det er muligt, at Koelbjergmanden hørte hjemme på en af disse bopladser. Koelbjergmanden var en del af den første bølge af stenalderfolk, der vandrede ind i det som skulle blive Danmark, efter at isen havde sluppet sit tag over området for 12.000-14.000 år siden. 
Panum Instituttets antropologiske laboratorium har 2002 i samarbejde med Nationalmuseet fået genskabt hovedet på Koelbjergmanden af historikeren og skulptøren Bjørn Skaarup.
Koelbjergmanden og en mindre udstilling om fundet kan ses på Møntergården i Odense. Her har Odense Bys Museer i 2017 opdateret oldtidsudstillingen, så det passer til resultaterne af den nye forskning. En afstøbning af kraniet findes på Nationalmuseet.

## Formidlingscenter
Der er i 2017 oprettet en lokal arbejdsgruppe nær Koelbjerg bestående af Jørgen Bladt, Peter Lindholt Jensen, Troels Beck, Lars Billeskov Jansen og 
Flemming Bruun Bechsgaard. Arbejdsgruppen vil markere findestedet for Koelbjergmanden og stifte en permanent udstilling i Vissenbjerg.
11 januar 2022  blev der  i Vissenbjerg på Fyn,  efter mere end 5 års arbejde, taget 1. spadestik til nyt formidlingscenter omhandlende nordens ældste menneske Koelbjergmanden og istidens dannelse af det omliggende terræn. Forventningen er at formidlingscentret skal åbne i august 2022.